# 拉加尔纳什
拉加尔纳什（法語：La Garnache，法語發音：[la ɡaʁnaʃ]）是法国卢瓦尔河地区大区旺代省的一个市镇，属于莱萨布勒多洛讷区。

## 地理
拉加尔纳什（46°53'26"N, 1°49'52"W）面积59.49 平方千米，位于法国卢瓦尔河地区大区旺代省，该省份为法国西部沿海省份，北起大西洋卢瓦尔省和曼恩-卢瓦尔省，西临大西洋，南至滨海夏朗德省，东部及东南部与德塞夫勒省接壤。
与拉加尔纳什接壤的市镇（或旧市镇、城区）包括：沙托讷夫、波镇、圣艾蒂安-德梅尔莫特、布瓦德瑟内、沙朗、弗鲁瓦丰、萨莱尔泰讷。

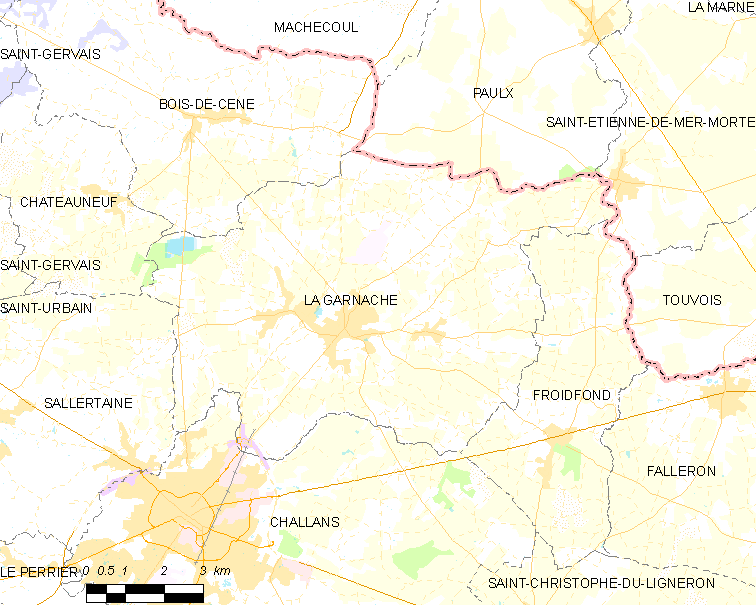
拉加尔纳什的OSM定位图

拉加尔纳什的时区为UTC+01:00、UTC+02:00（夏令时）。

## 行政
拉加尔纳什的邮政编码为85710，INSEE市镇编码为85096。

## 政治
拉加尔纳什所属的省级选区为沙朗县。

## 人口

1962-2008年间拉加尔纳什人口变化图示

拉加尔纳什于2022年1月1日时的人口数量为5413人。